# Thái Linh hầu
Sái Linh hầu (chữ Hán: 蔡靈侯; trị vì: 542 TCN-531 TCN), tên thật là Cơ Bàn (姬般), là vị vua thứ 18 của nước Sái – chư hầu nhà Chu trong lịch sử Trung Quốc.
Sái Linh hầu là con của Sái Cảnh hầu - vua thứ 17 nước Sái.
Vua cha Cảnh hầu đã cưới Vu thị cho ông làm vợ, nhưng sau đó lại tư thông với Vu thị. Năm 543 TCN, ông giận cha tư thông với vợ, nên giết cha và lên ngôi.
Sở Linh vương sau khi giành ngôi vua Sở, muốn khuếch trương thế lực với các chư hầu, bèn mang quân đánh các nước xung quanh.
Năm 536 TCN, Sái Linh hầu theo sự huy động của Sở Linh vương, cùng các chư hầu Trần, Hứa, Thẩm, Từ và Việt cùng đi đánh nước Ngô. Vua Ngô Dư Sái sai em là Quệ Do đi sứ, mang lễ tới khao quân Sở. Sở Linh vương bắt giữ Quệ Do. Sau vua Sở thấy quân Ngô đã phòng bị, bèn lui binh và bắt Quệ Do mang về nước Sở.
Năm 534 TCN, Linh vương sai công tử Khí Tật đánh nước Trần, diệt và chiếm đóng nước Trần. Năm 531 TCN, Sở Linh vương dụ Sái Linh hầu đến hội ở đất Thân. Sái Linh hầu thế yếu không thể chống lại, đành phải đến hội. Sở Linh vương đổ phục binh ra bắt giữ Sái Linh hầu, rồi giết chết ông.
Sau đó vua Sở sai công tử Khí Tật mang quân đánh nước Sái. Tháng 11 năm đó, Khí Tật hạ được nước Sái, giết thế tử Ẩn lấy máu làm lễ tế thần, diệt nước Sái. Khí Tật được Sở Linh vương lệnh làm Sái công cai trị đất Sái.
Sái Linh hầu ở ngôi được 12 năm. Mãi đến năm 528 TCN khi nước Sái được Sở Bình vương Khí Tật cho phục hồi, vua mới là Sái Bình hầu mới làm lễ an táng cho ông theo nghi lễ chư hầu.